# Arsa
Arsa (gr. ἄρσις [ársis] – ’podniesienie’) – w poezji antycznej jest to mocniejsza część stopy wierszowej. Druga, słabsza część stopy wierszowej nazywana jest tezą.
Nazwa wywodzi się od „podniesienia” stopy w tańcu, któremu towarzyszył śpiew – arsa była tą sylabą (czy też częścią) stopy wierszowej, która była śpiewana w chwili, kiedy tancerz odrywał własną stopę od ziemi. W związku z tym arsa była początkowo właśnie słabszą rytmicznie częścią stopy wierszowej.
Jednak z chwilą upowszechnienia się śpiewu i recytacji, którym nie towarzyszył taniec, termin „podniesienia” zaczął być kojarzony z towarzyszącymi słowom pieśni podnoszeniem i opadaniem głosu. W języku greckim, który miał akcent toniczny, podniesienie tonu głosu było równoznaczne z zaakcentowaniem danej sylaby. Dlatego termin arsis zmienił znaczenie i zaczął oznaczać nie słabszą, ale właśnie silniejszą metrycznie i na ogół akcentowaną część stopy.
W późnej starożytności, kiedy to zarówno w języku greckim, jak i łacińskim doszło do zaniku iloczasu, wartości rytmiczne wierszy iloczasowych zaczęto naśladować, stawiając przy recytacji akcent na każdej arsie. Stąd częste złudzenie, że ikt, czyli przycisk rytmiczny, jakim obdarzona jest arsa, jest tym samym, co akcent wyrazowy.